# Зауер
Зауер (лукс. Sauer, фр. Sûre) река је која протиче кроз западноевропске државе Белгију, Немачку и Луксембург. Извире у југоисточној Белгији у близини Vaux-sur-Sûre, у Арденима. 
Она чини границу између Белгије и Луксембурга 13 км северно од Мартеланжа. Западно од Еш сир Зауер се улива у вештачко језеро - Горње језеро Зауер. После тока кроз Етелбрек и Дикирх Зауер чини границу између Луксембурга и Немачке у последњих 50 км свога тока, пролази кроз Ехтернах пре него што се улије у Мозел у Васербилигу.
Дужина тока је 173 км. Притоке Зауера су Вилц, Оур, Прим, Алзет, Бели Ернц и Црни Ернц.